# Tiberiade
Tiberiade (AFI: /tibeˈriade/; in ebraico טבריה‎?, Tverya; in arabo  طبرية‎?, Ṭabariyyah) è una città di Israele, situata nel distretto Settentrionale, sulla riva occidentale del lago di Tiberiade.

## Storia
Tiberiade venne costruita attorno all'anno 20 da Erode Antipa, figlio di Erode il Grande, sul sito del villaggio di Rakkat, con lo scopo di farne la capitale del regno di Galilea. Il nome Tiberiade venne scelto per onorare l'imperatore romano Tiberio: la forma greca Τιβεριάς (Tiberiás) derivava dalla forma semitica, preservandone il genere femminile.
All'inizio, gli ebrei non vollero popolare la città, in quanto la presenza di un cimitero la rendeva impura: Erode, allora, obbligò a trasferirvisi le popolazioni rurali della Galilea. Anche il sinedrio venne trasferito a Tiberiade. Dopo l'espulsione degli Ebrei da Gerusalemme in seguito alla terza guerra giudaica, nel 135, Tiberiade e la vicina Sefforis divennero i maggiori centri di cultura ebraica: la Mishnah, che divenne poi il Talmud di Gerusalemme, potrebbe essere stata iniziata qui.
Nel 351-352 Tiberiade fu uno dei centri della rivolta ebraica contro Gallo, volta a rovesciare il dominio romano: la ribellione fu però soppressa nel sangue e Tiberiade dovette subire una devastazione. Nel 613 fu a Tiberiade che scoppiò la rivolta ebraica contro Eraclio, in sostegno degli invasori sasanidi. Sotto l'impero bizantino e il dominio degli arabi, la città declinò, devastata dalle guerre e dai terremoti. Malgrado ciò, una comunità masoretica fiorì a Tiberiade dall'inizio dell'VIII alla fine del X secolo: questi eruditi crearono una forma scritta delle vocalizzazioni dell'antico ebraico, ancora oggi utilizzata nel giudaismo e nota come ebraico tiberiense, raffinata da Aaron ben Moses ben Asher.
A seguito delle Crociate, Tiberiade divenne la città principale del principato di Galilea, compreso nel regno di Gerusalemme, tanto che si parla anche di "Principato di Tiberiade". Saladino assediò la città durante la sua invasione del Regno, nel 1187 e nel luglio dello stesso anno sconfisse l'esercito crociato nella Battaglia di Hattin, appena fuori dalla città. Fu dopo questo episodio che la città fu abbandonata e l'insediamento spostato più a nord, nell'area della città moderna.
Nel 1558 Grazia Nasi, già marrana, affittò il sito da Solimano il Magnifico: restaurò le mura cittadine, costruì una yeshiva e incoraggiò gli ebrei europei che fuggivano all'Inquisizione ad abitare la città. Tiberiade fiorì per i seguenti cento anni, fu devastata ancora, ma ancora ripopolata, da giudei Chassidim. Nel XVIII e XIX secolo Tiberiade assistette ad una notevole immigrazione di rabbini, che resero la città un centro di studi ebraici, una delle quattro Città Sante, assieme a Gerusalemme, Hebron e Safad.
Oggi Tiberiade è la meta vacanziera preferita in Israele settentrionale. Nell'ottobre del 2004, un gruppo di rabbini che affermavano di rappresentare diverse comunità israeliane celebrò un rituale a Tiberiade, affermando di aver ricostituito il Sinedrio. La Tomba di Maimonide a Tiberiade è uno dei più importanti siti ebraici di pellegrinaggio in Israele e una delle attrazioni turistiche più visitate della città. Il luogo della tomba di Maimonide è anche il luogo di sepoltura dei Rabbini Isaiah Horowitz e Yochanan ben Zakai.

## Amministrazione

### Gemellaggi
- Montpellier, dal 1983
- Worms, dal 1986
- Milwaukee, dal 1996
- Tulsa
- Great Neck